# ويليام لانغر
ويليام لانغر (بالإنجليزية: William Langer) هو مدع ومحامي وسياسي أمريكي، ولد في 30 سبتمبر 1886 في كازلتون في الولايات المتحدة، وتوفي في 8 نوفمبر 1959 في واشنطن العاصمة في الولايات المتحدة. نشط حزبياً في North Dakota Republican Party ‏ والحزب الجمهوري.

## مناصب
- انتخب حاكم شمال داكوتا [الإنجليزية]‏ (31 ديسمبر 1932 – 21 يونيو 1934).
- انتخب مستشار قانوني.
- انتخب المدعي العام للدولة (1914 – 1916).
- انتخب North Dakota Attorney General [الإنجليزية]‏ (1916 – 1920).
- انتخب حاكم شمال داكوتا [الإنجليزية]‏ (6 يناير 1937 – 5 يناير 1939).
- انتخب عضو مجلس الشيوخ الأمريكي (3 يناير 1941 – 8 نوفمبر 1959).

## وصلات خارجية
- ويليام لانغر على موقع إن إن دي بي (الإنجليزية)